# Platyrutela cribrata
Platyrutela cribrata är en skalbaggsart som beskrevs av Bates 1888. Platyrutela cribrata ingår i släktet Platyrutela och familjen Rutelidae. Inga underarter finns listade i Catalogue of Life.